# Francesco Baiano
Francesco Baiano, detto Ciccio (Napoli, 24 febbraio 1968), è un allenatore di calcio ed ex calciatore italiano, di ruolo attaccante, tecnico del Follonica Gavorrano.

## Carriera

### Giocatore

#### Inizi
Cresciuto nel Napoli, fece parte della prima squadra nel campionato 1984-1985. L'esordio in campo avvenne nel torneo successivo, a 17 anni, grazie al mister Ottavio Bianchi che lo fece esordire prima in Coppa Italia (titolare in Salernitana-Napoli 1-3), poi in Serie A il 15 dicembre 1985 in Sampdoria-Napoli (2-0), entrando in campo al 37' al posto di Luigi Caffarelli. In quell'anno collezionò 4 presenze in campionato e 7 totali.
Per la stagione 1986-1987 il Napoli lo mandò in prestito all'Empoli, neopromosso in Serie A, e siglò i primi gol in massima serie, trovando più spazio. Tornò al Napoli che doveva affrontare la Coppa dei Campioni.
Nella stagione 1987-1988 gioca tre gare in Coppa Italia, il 16 settembre 1987 esordisce in Coppa dei Campioni al Santiago Bernabéu di Madrid, giocando l'ultimo quarto d'ora di Real Madrid-Napoli (2-0), primo turno d'andata. Nel mercato di riparazione, la società lo mandò ancora una volta in prestito in Serie B al Parma, nei 2 anni successivi nuovamente a Empoli, poi all'Avellino.

#### Foggia, Fiorentina

Baiano in azione al Foggia nel campionato 1991-1992

L'estate 1990, il Napoli, nuovamente campione d'Italia in carica e in cerca dell'attaccante che sostituisse Andrea Carnevale, gli preferì 2 attaccanti di Serie B: Andrea Silenzi, Giuseppe Incocciati. Baiano venne ceduto definitivamente al Foggia.
Coi pugliesi giocò 2 stagioni (1990-1992) con l'allenatore Zdeněk Zeman, che lo schierò nel tridente offensivo con Giuseppe Signori, Roberto Rambaudi. In rossonero realizzò 38 gol, ottenendo la promozione in Serie A e vincendo il titolo di capocannoniere del campionato cadetto con 22 gol
L'estate 1992 passa per 10 miliardi di lire alla Fiorentina, che lo affiancò a Gabriel Batistuta. A Firenze, dopo il girone d'andata che vide i viola arrivare al 2º posto a Natale anche grazie ai gol della nuova coppia, nel girone di ritorno ci fu un calo di rendimento della squadra che portò alla retrocessione in Serie B.
Tornò in Serie B, perse la Nazionale, un infortunio lo mise fuori squadra per oltre metà campionato, che vide la Fiorentina tornare subito in serie A. Chiuse la stagione con 4 gol. Nei successivi campionati la Fiorentina di Vittorio Cecchi Gori arrivò spesso fra i primi posti, e Baiano giocò in Serie A. Dopo aver vinto la Coppa Italia 1995-1996, all'inizio della stagione successiva si aggiudicò la Supercoppa Italiana, battendo il Milan.

#### Nazionale
Le prestazioni offerte nel biennio a Foggia gli valsero, sul finire del 1991, 2 presenze in Nazionale da parte del ct Arrigo Sacchi. Esordì da titolare il 13 novembre 1991 a Genova in Italia-Norvegia (1-1). Chiamato per le qualificazioni al mondiale USA '94, venne escluso dalla lista dei 24 convocati al Mondiale.

### Allenatore
Nel 2009 inizia la carriera di allenatore e giocatore alla Sansovino squadra che milita nel campionato di serie D.Nonostante una squadra non all’altezza per la serie D porta la squadra ai play out ma non riesce a salvarla.
Il 15 luglio 2010 diventa allenatore in seconda di Giuseppe Sannino al Varese in Serie B. Il 6 giugno 2011 segue Sannino diventando allenatore in seconda al Siena, per poi seguirlo a Palermo il 6 giugno 2012. Lascia il ruolo il 16 settembre 2012, quando Sannino è esonerato. Torna in rosanero a seguito del ritorno di Sannino il 12 marzo 2013. Dal 1º luglio 2013 segue Sannino nello staff al ChievoVerona; a novembre lascia con l'esonero dello stesso Sannino.
Il 24 novembre 2014 diventa allenatore dello Scandicci, club toscano militante nel campionato di Serie D, eredita una squadra in zona play out e a fine campionato arriva ai play off. Il secondo anno rimane sulla panchina del club toscano, ma il 20 ottobre si dimette da mister dallo Scandicci dopo il cambio della proprietà e dei programmi societari.
Il 12 ottobre 2016 diventa il nuovo tecnico del Varese, in Serie D, in sostituzione dell'esonerato Ernestino Ramella. Nonostante la squadra seconda in classifica viene esonerato per divergenze con la proprietà dopo la 26ª giornata.
Il 5 luglio 2019 viene ufficializzato come nuovo allenatore della Primavera del Pisa.
Il 30 maggio 2022 l'Aglianese, società toscana di Serie D, comunica di avergli affidato la conduzione tecnica della prima squadra, a partire dal successivo 1º luglio. Porta la squadra a un nono posto finale a due punti dalla zona playout. Al termine della stagione non viene confermato, però il 3 ottobre seguente viene richiamato al posto dell'esonerato Ivan Maraia. La squadra è in difficoltà ma ne rialza le sorti portandola ad una salvezza tranquilla nel girone D dela serie D. Dopo la cessione del titolo sportivo alla Pistoiese, non viene confermato.
Il 3 marzo 2025 il Poggibonsi, squadra toscana di Serie D lo annuncia come nuovo allenatore.
Il 4 giugno 2025 il Follonica Gavorrano, squadra di Serie D, comunica di avergli affidato la guida tecnica della prima squadra a partire dal seguente 1° luglio.

### Presenze e reti nei club
| Stagione             | Squadra              | Campionato           | Campionato | Campionato | Coppe nazionali | Coppe nazionali | Coppe nazionali | Coppe continentali | Coppe continentali | Coppe continentali | Altre coppe | Altre coppe | Altre coppe | Totale | Totale |
| Stagione             | Squadra              | Comp                 | Pres       | Reti       | Comp            | Pres            | Reti            | Comp               | Pres               | Reti               | Comp        | Pres        | Reti        | Pres   | Reti   |
| -------------------- | -------------------- | -------------------- | ---------- | ---------- | --------------- | --------------- | --------------- | ------------------ | ------------------ | ------------------ | ----------- | ----------- | ----------- | ------ | ------ |
| 1984-1985            | Napoli               | A                    | -          | -          | CI              | -               | -               | -                  | -                  | -                  | -           | -           | -           | -      | -      |
| 1985-1986            | Napoli               | A                    | 4          | 0          | CI              | 3               | 0               | -                  | -                  | -                  | -           | -           | -           | 7      | 0      |
| 1986-1987            | Empoli               | A                    | 26         | 2          | CI              | 6               | 1               | -                  | -                  | -                  | -           | -           | -           | 32     | 3      |
| set.-nov. 1987       | Napoli               | A                    | 1          | 0          | CI              | 3               | 0               | CL                 | 1                  | 0                  | -           | -           | -           | 5      | 0      |
| Totale Napoli        | Totale Napoli        | Totale Napoli        | 5          | 0          |                 | 6               | 0               |                    | 1                  | 0                  |             | -           | -           | 12     | 0      |
| nov.-giu. 1988       | Parma                | B                    | 24         | 4          | CI              | 1               | 0               | -                  | -                  | -                  | -           | -           | -           | 25     | 4      |
| Totale Parma         | Totale Parma         | Totale Parma         | 24         | 4          |                 | 1               | 0               |                    | -                  | -                  |             | -           | -           | 25     | 4      |
| 1988-1989            | Empoli               | B                    | 38+1       | 14+0       | CI              | 5               | 1               | -                  | -                  | -                  | -           | -           | -           | 44     | 15     |
| Totale Empoli        | Totale Empoli        | Totale Empoli        | 65         | 16         |                 | 11              | 2               |                    | -                  | -                  |             | -           | -           | 76     | 18     |
| 1989-1990            | Avellino             | B                    | 32         | 5          | CI              | 1               | 1               | -                  | -                  | -                  | -           | -           | -           | 33     | 6      |
| Totale Avellino      | Totale Avellino      | Totale Avellino      | 32         | 5          |                 | 1               | 1               |                    | -                  | -                  |             | -           | -           | 33     | 6      |
| 1990-1991            | Foggia               | B                    | 36         | 23         | CI              | 4               | 1               | -                  | -                  | -                  | -           | -           | -           | 40     | 24     |
| 1991-1992            | Foggia               | A                    | 33         | 16         | CI              | 1               | 0               | CM                 | 1                  | 2                  |             | -           | -           | 35     | 18     |
| Totale Foggia        | Totale Foggia        | Totale Foggia        | 69         | 39         |                 | 5               | 1               |                    | 1                  | 2                  |             | 0           | 0           | 75     | 42     |
| 1992-1993            | Fiorentina           | A                    | 32         | 10         | CI              | 4               | 1               | -                  | -                  | -                  | -           | -           | -           | 36     | 11     |
| 1993-1994            | Fiorentina           | B                    | 11         | 4          | CI              | -               | -               | -                  | -                  | -                  | -           | -           | -           | 11     | 4      |
| 1994-1995            | Fiorentina           | A                    | 27         | 2          | CI              | 5               | 1               | -                  | -                  | -                  | -           | -           | -           | 32     | 3      |
| 1995-1996            | Fiorentina           | A                    | 28         | 11         | CI              | 5               | 3               | -                  | -                  | -                  | -           | -           | -           | 33     | 14     |
| 1996-1997            | Fiorentina           | A                    | 21         | 2          | CI              | 1               | 0               | CdC                | 7                  | 1                  | -           | -           | -           | 29     | 3      |
| Totale Fiorentina    | Totale Fiorentina    | Totale Fiorentina    | 119        | 29         |                 | 15              | 5               |                    | 7                  | 1                  |             | 0           | 0           | 141    | 35     |
| 1997-1998            | Derby County         | PL                   | 33         | 12         | FACup+CdL       | 0+1             | 0+0             | -                  | -                  | -                  | -           | -           | -           | 34     | 12     |
| 1998-1999            | Derby County         | PL                   | 22         | 4          | FACup+CdL       | 2+1             | 2+0             | -                  | -                  | -                  | -           | -           | -           | 25     | 6      |
| 1999-gen. 2000       | Derby County         | PL                   | 9          | 0          | FACup+CdL       | 0+2             | 0+0             | -                  | -                  | -                  | -           | -           | -           | 25     | 6      |
| Totale Derby County  | Totale Derby County  | Totale Derby County  | 64         | 16         |                 | 6               | 2               |                    | -                  | -                  |             | -           | -           | 70     | 18     |
| gen.-giu.2000        | Ternana              | B                    | 15         | 1          | CI              | 0               | 0               | -                  | -                  | -                  |             | -           | -           | 15     | 1      |
| Totale Ternana       | Totale Ternana       | Totale Ternana       | 15         | 1          |                 | -               | -               |                    | -                  | -                  |             | -           | -           | 15     | 1      |
| 2000-2001            | Pistoiese            | B                    | 27         | 12         | CI              | -               | -               | -                  | -                  | -                  | -           | -           | -           | 27     | 12     |
| 2001-2002            | Pistoiese            | B                    | 31         | 10         | CI              | 3               | 2               | -                  | -                  | -                  | -           | -           | -           | 34     | 12     |
| Totale Pistoiese     | Totale Pistoiese     | Totale Pistoiese     | 58         | 22         |                 | 3               | 2               |                    | -                  | -                  |             | -           | -           | 61     | 24     |
| 2002-2003            | Sangiovannese        | C2                   | 30         | 11         | -               | -               | -               | -                  | -                  | -                  | -           | -           | -           | 30     | 11     |
| 2003-2004            | Sangiovannese        | C2                   | 25+3       | 11+1       | -               | -               | -               | -                  | -                  | -                  | -           | -           | -           | 28     | 12     |
| 2004-2005            | Sangiovannese        | C1                   | 24         | 5          | -               | -               | -               | -                  | -                  | -                  | -           | -           |             | 24     | 5      |
| 2005-2006            | Sangiovannese        | C1                   | 27+2       | 8+0        | CI              | 1               | 0               | -                  | -                  | -                  | -           | -           | -           | 30     | 8      |
| 2006-2007            | Sangiovannese        | C1                   | 10         | 4          | CI              | 1               | 1               | -                  | -                  | -                  | -           | -           | -           | 11     | 5      |
| 2007-2008            | Sangiovannese        | C1                   | 17+2       | 3+0        | -               | -               | -               | -                  | -                  | -                  | -           | -           | -           | 19     | 3      |
| Totale Sangiovannese | Totale Sangiovannese | Totale Sangiovannese | 140        | 43         |                 | 2               | 1               |                    | -                  | -                  |             | -           | -           | 142    | 44     |
| Totale carriera      | Totale carriera      | Totale carriera      | 591        | 175        |                 | 50              | 14              |                    | 9                  | 3                  |             | -           | -           | 650    | 192    |

### Cronologia presenze e reti in nazionale
| Cronologia completa delle presenze e delle reti in nazionale ― Italia | Cronologia completa delle presenze e delle reti in nazionale ― Italia | Cronologia completa delle presenze e delle reti in nazionale ― Italia | Cronologia completa delle presenze e delle reti in nazionale ― Italia | Cronologia completa delle presenze e delle reti in nazionale ― Italia | Cronologia completa delle presenze e delle reti in nazionale ― Italia | Cronologia completa delle presenze e delle reti in nazionale ― Italia | Cronologia completa delle presenze e delle reti in nazionale ― Italia |
| Data                                                                  | Città                                                                 | In casa                                                               | Risultato                                                             | Ospiti                                                                | Competizione                                                          | Reti                                                                  | Note                                                                  |
| --------------------------------------------------------------------- | --------------------------------------------------------------------- | --------------------------------------------------------------------- | --------------------------------------------------------------------- | --------------------------------------------------------------------- | --------------------------------------------------------------------- | --------------------------------------------------------------------- | --------------------------------------------------------------------- |
| 13-11-1991                                                            | Genova                                                                | Italia                                                                | 1 – 1                                                                 | Norvegia                                                              | Qual. Euro 1992                                                       | -                                                                     | 57’                                                                   |
| 21-12-1991                                                            | Foggia                                                                | Italia                                                                | 2 – 0                                                                 | Cipro                                                                 | Qual. Euro 1992                                                       | -                                                                     | 66’                                                                   |
| Totale                                                                |                                                                       | Presenze                                                              | 2                                                                     |                                                                       | Reti                                                                  | 0                                                                     |                                                                       |

### Statistiche da allenatore
Statistiche aggiornate al 4 maggio 2025.
| Stagione            | Squadra          | Campionato       | Campionato | Campionato | Campionato | Campionato | Coppe nazionali | Coppe nazionali | Coppe nazionali | Coppe nazionali | Coppe nazionali | Coppe continentali | Coppe continentali | Coppe continentali | Coppe continentali | Coppe continentali | Altre coppe | Altre coppe | Altre coppe | Altre coppe | Altre coppe | Totale | Totale | Totale | Totale | % Vittorie |
| Stagione            | Squadra          | Comp             | G          | V          | N          | P          | Comp            | G               | V               | N               | P               | Comp               | G                  | V                  | N                  | P                  | Comp        | G           | V           | N           | P           | G      | V      | N      | P      | %          |
| ------------------- | ---------------- | ---------------- | ---------- | ---------- | ---------- | ---------- | --------------- | --------------- | --------------- | --------------- | --------------- | ------------------ | ------------------ | ------------------ | ------------------ | ------------------ | ----------- | ----------- | ----------- | ----------- | ----------- | ------ | ------ | ------ | ------ | ---------- |
| 2008-2009           | Sansovino        | D                | 38+2       | 11         | 12         | 15+2       | CI-D            | 2               | 0               | 1               | 1               | -                  | -                  | -                  | -                  | -                  | -           | -           | -           | -           | -           | 42     | 11     | 13     | 18     | 26,19      |
| ott. 2014-2015      | Scandicci        | D                | 24+1       | 7          | 10         | 7+1        | CI-D            | 3               | 1               | 0               | 2               | -                  | -                  | -                  | -                  | -                  | -           | -           | -           | -           | -           | 28     | 8      | 10     | 10     | 28,57      |
| lug.-ott. 2015      | Scandicci        | D                | 8          | 1          | 4          | 3          | -               | -               | -               | -               | -               | -                  | -                  | -                  | -                  | -                  | -           | -           | -           | -           | -           | 8      | 1      | 4      | 3      | 12,50      |
| Totale Scandicci    | Totale Scandicci | Totale Scandicci | 33         | 8          | 14         | 11         |                 | 3               | 1               | 0               | 2               |                    | -                  | -                  | -                  | -                  |             | -           | -           | -           | -           | 36     | 9      | 14     | 13     | 25,00      |
| ott. 2016-mar. 2017 | Varese           | D                | 20         | 10         | 4          | 6          | -               | -               | -               | -               | -               | -                  | -                  | -                  | -                  | -                  | -           | -           | -           | -           | -           | 20     | 10     | 4      | 6      | 50,00      |
| 2022-2023           | Aglianese        | D                | 38         | 12         | 14         | 12         | CI-D            | 1               | 0               | 0               | 1               | -                  | -                  | -                  | -                  | -                  | -           | -           | -           | -           | -           | 39     | 12     | 14     | 13     | 30,77      |
| ott. 2023-2024      | Aglianese        | D                | 29         | 10         | 8          | 11         | CI-D            | 1               | 0               | 1               | 0               | -                  | -                  | -                  | -                  | -                  | -           | -           | -           | -           | -           | 30     | 10     | 9      | 11     | 33,33      |
| Totale Aglianese    | Totale Aglianese | Totale Aglianese | 67         | 22         | 22         | 23         |                 | 2               | 0               | 1               | 1               |                    | -                  | -                  | -                  | -                  |             | -           | -           | -           | -           | 69     | 22     | 23     | 24     | 31,88      |
| mar.-giu. 2025      | Poggibonsi       | D                | 8          | 3          | 1          | 4          | CI-D            | -               | -               | -               | -               | -                  | -                  | -                  | -                  | -                  | -           | -           | -           | -           | -           | 8      | 3      | 1      | 4      | 37,50      |
| Totale carriera     | Totale carriera  | Totale carriera  | 168        | 54         | 53         | 61         |                 | 7               | 1               | 2               | 4               |                    | -                  | -                  | -                  | -                  |             | -           | -           | -           | -           | 175    | 55     | 55     | 65     | 31,43      |

## Palmarès

### Giocatore

#### Club
- Campionato italiano di Serie B: 2

Foggia: 1990-1991
Fiorentina: 1993-1994
- Coppa Italia: 1

Fiorentina: 1995-1996
- Supercoppa italiana: 1

Fiorentina: 1996

#### Individuale
- Capocannoniere della Serie B: 1

Foggia 1990-1991 (22 gol)
- Capocannoniere della Coppa Mitropa: 1

1992 (2 gol)